# Jeremy Corbyn
Jeremy Bernard Corbyn (IPA: [ˈkɔːbɪn]; Chippenham, 26 maggio 1949) è un politico britannico, leader del Partito Laburista dal 2015 al 2020 nonché, a seguito delle elezioni generali britanniche del 2017, dell'opposizione di governo fino all'aprile 2020.
Storico esponente della cosiddetta hard left del Partito Laburista, essendo un membro del raggruppamento interno Socialist Campaign Group, Corbyn si identifica ideologicamente come un socialista democratico. Sostiene la possibilità d'interrompere la corrente politica di austerity, caratterizzata da tagli programmatici ai servizi pubblici e al welfare da almeno il 2010, proponendo un piano di totale rinazionalizzazione delle infrastrutture a uso pubblico, come ad esempio le ferrovie, il sistema sanitario, postale ed energetico, e delle attività strategiche allo sviluppo socio-economico britannico, oltre a un particolare programma di politica monetario-finanziaria rivolto alla popolazione, molto simile all'alleggerimento quantitativo per i tradizionali asset economici, soprannominato dai commentatori Corbynomics. Fortemente impegnato nei movimenti contro la guerra e il nucleare sin dalla sua giovinezza, ha ampiamente sostenuto in politica estera un approccio di strenuo non-interventismo militare e di disarmo nucleare unilaterale.
Corbyn ha incominciato la sua carriera come rappresentante per vari sindacati. La sua carriera politica ebbe inizio quando fu eletto nel Consiglio di Haringey nel 1974; in seguito divenne segretario del Partito Laburista della circoscrizione di Hornsey e continuò in entrambi i ruoli fino all'elezione come deputato per il collegio di Islington North. Come deputato backbencher (cioè estraneo ai vertici del partito) era noto per il suo forte attivismo movimentista, legato ideologicamente alla sinistra radicale, e per la sua propensione alla contestazione e insubordinazione, spesso votando contro le indicazioni del vertice Laburista, anche durante i governi di Tony Blair e Gordon Brown. Corbyn è stato anche il presidente nazionale della Stop the War Coalition dal 2011 al 2015.
Corbyn ha annunciato la sua candidatura alla leadership laburista in seguito alla sconfitta del Labour nelle elezioni generali del 2015 e alle dimissioni di Ed Miliband. Nonostante sia entrato nella corsa alla leadership come netto sfavorito e avendo ottenuto solo 35 nomination (menzioni) dai colleghi deputati laburisti per essere inserito nella lista dei candidati, Corbyn è rapidamente diventato il candidato principale ed è stato eletto leader nel settembre 2015, con un consenso al primo turno del 59,5%.
Dopo che il Regno Unito ha votato per abbandonare l'Unione europea nel mese di giugno 2016, i parlamentari laburisti hanno approvato una mozione di sfiducia nei confronti di Corbyn (che, malgrado un trascorso giovanile da euroscettico moderato, si era apertamente schierato contro la Brexit), con 172 voti a favore della rimozione e 40 contrari. In precedenza si erano dimessi circa i due terzi del governo ombra di Corbyn (cioè il gruppo al vertice del partito di opposizione che supervisiona il governo vero e proprio seguendolo come un'ombra). Nelle elezioni per la leadership del settembre 2016, Corbyn ha mantenuto la guida del partito con una quota di voti (maggiore di quella ottenuta nella precedente elezione) del 61,8%. Nelle elezioni generali del 2017, i laburisti (sotto Corbyn) hanno nuovamente ottenuto il secondo posto in Parlamento, ma hanno aumentato la loro quota del voto popolare al 40%, ottenendo un guadagno netto di 30 seggi. Era la prima volta che i laburisti avevano guadagnato un seggio dal 1997 e l'aumento del 9,6% nella quota dei voti del partito era il più grande in una singola elezione generale dal 1945.
Durante il suo mandato di leader, Corbyn è stato criticato per l'antisemitismo all'interno del partito. Ha condannato l'antisemitismo e si è scusato per la sua presenza, mentre la sua leadership ha visto un rafforzamento delle procedure disciplinari riguardanti i discorsi d'odio e il razzismo. Nel 2019, dopo lo stallo in Parlamento sulla Brexit, Corbyn ha appoggiato l'organizzazione di un referendum sull'accordo di ritiro, con una posizione personale di neutralità. Alle elezioni generali del 2019, la quota di voti del Labour è scesa al 32%, con una perdita di 60 seggi, lasciando il partito con 202 seggi, il numero più basso dalle elezioni generali del 1935. Corbyn è rimasto leader del Labour per quattro mesi mentre si svolgevano le elezioni per la sua sostituzione. Le sue dimissioni da leader laburista sono entrate formalmente in vigore nell'aprile 2020, dopo l'elezione di Keir Starmer. Dopo aver affermato che la portata dell'antisemitismo era stata sopravvalutata per motivi politici, Corbyn è stato sospeso dal partito nel 2020. Nel maggio 2024, dopo la convocazione delle elezioni generali del 2024, Corbyn ha annunciato che si sarebbe candidato come indipendente per Islington North, venendo contestualmente espulso dal Labour per attriti interni e divergenze di vedute su Gaza.
Corbyn è un deputato presso la Camera dei comuni dal 1983.

## Biografia

### Origini, formazione e lavoro
Nato a Chippenham, nella contea del Wiltshire, nel sud dell'Inghilterra. I suoi genitori, David, un ingegnere elettrico, e Naomi, una professoressa di matematica, erano pacifisti e si incontrarono durante la guerra civile spagnola. È il fratello di Piers Corbyn, astrofisico, meteorologo e uomo d'affari scettico sui cambiamenti climatici.
Ha studiato alla grammar school di Adams nello Shropshire. Dopo aver terminato il liceo, a 18 anni, ha lavorato per due anni in un'organizzazione di aiuto allo sviluppo in Giamaica, poi è tornato in Gran Bretagna e ha lavorato per organizzazioni sindacali. Ha incominciato il suo attivismo politico partecipando alle dimostrazioni degli anni 1960 contro la guerra del Vietnam durante il periodo in cui studiava alla London Metropolitan University, che ha lasciato dopo una discussione con i suoi tutor sul curriculum.

### Vita privata
È stato sposato tre volte e ha avuto tre figli con la sua seconda moglie.
Nel 1974 sposò Jane Chapman, una consigliera per il lavoro di Haringey; divorziarono nel 1979.
Nel 1987 sposò l'esiliata cilena Claudia Bracchitta, nipote di Ricardo Bracchitta, da cui ebbe tre figli; hanno divorziato nel 1999.
Nel 2013 sposa la sua attuale moglie di origini messicane Laura Álvarez.
È un convinto vegetariano, per sua stessa ammissione "quasi vegano", dall'età di 20 anni, motivando tale scelta di vita con la sua esperienza di lavoratore, al tempo, presso un allevamento di maiali.

### Attività politica

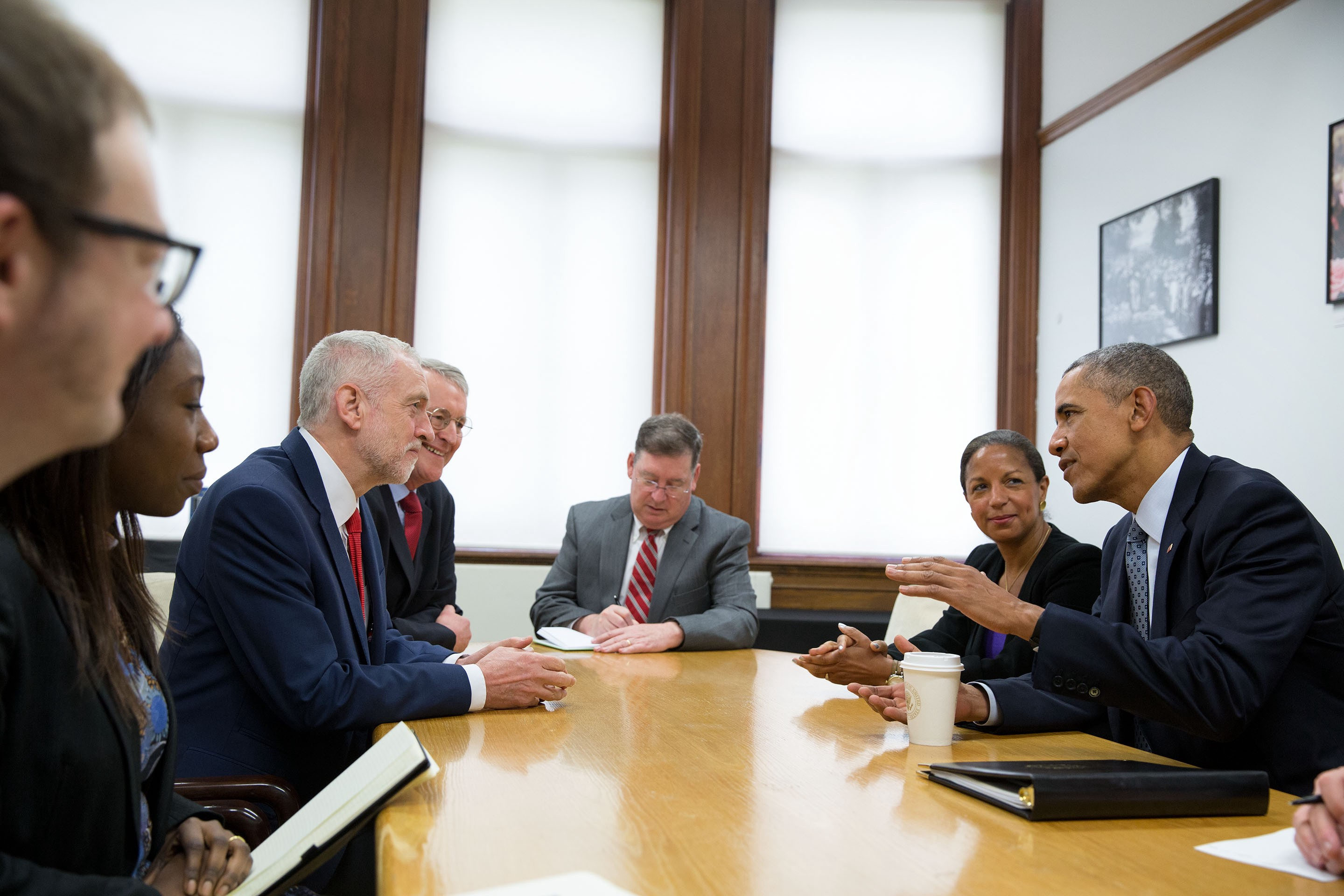
Corbyn e Hilary Benn incontrano il Presidente Barack Obama nell'aprile 2016

Politico membro del Partito Laburista, è membro della Camera dei Comuni del Regno Unito dal 1983 per la circoscrizione elettorale londinese di Islington North. Ha vinto le primarie del 2015 per la leadership del suo partito ottenendo il 59,5% dei voti al primo turno di votazioni, battendo così gli altri candidati Andy Burnham, Yvette Cooper e Liz Kendall.
Come da tradizione poco dopo è entrato a far parte del Privy Council.
Il 28 giugno 2016, in seguito alla vittoria del Leave al Referendum sulla permanenza del Regno Unito nell'Unione europea, Corbyn è stato oggetto di una mozione di sfiducia non vincolante approvata da 172 parlamentari del suo partito, pari all'81% del totale. Il leader dei laburisti si è comunque rifiutato di dimettersi, sostenendo che tale atto tradirebbe l'ampio mandato ricevuto dalla base. A seguito di un altro round di primarie in cui ha dovuto affrontare il parlamentare gallese Owen Smith (che godeva del supporto di gran parte dei parlamentari laburisti), il 24 settembre 2016 Corbyn è stato rieletto leader con il 62% dei voti.
Il 3 aprile 2020, in un messaggio finale ai membri del Labour Party mentre è ancora leader del partito, Corbyn ha detto di "poter assicurare che la mia voce non sarà muta. Sono sicuro che saremo ancora insieme nella lotta per il socialismo, la pace, la giustizia". Ha anche affermato che negli ultimi cinque anni sotto la sua guida il partito "ha cambiato l'agenda sull'austerità e l'economia ha cominciato a riprendersi".
Il 4 aprile 2020 i risultati per l'elezione del leader del Partito Laburista hanno stabilito la vittoria di Keir Starmer, un moderato fervido europeista, che così succede a Corbyn alla guida del Partito Laburista.
Il 29 ottobre 2020 viene sospeso dal Partito Laburista a seguito di un rapporto della commissione britannica sui diritti umani che denunciava la gestione dell'antisemitismo all'interno del partito durante la leadership di Corbyn. Il successivo 17 novembre, Corbyn viene reintegrato nel partito da Keir Starmer dopo aver ritrattato in parte alcune sue dichiarazioni, tuttavia resta escluso dal gruppo parlamentare Labour.
In vista delle elezioni del 2024 ha annunciato di volersi ricandidare alla Camera dei comuni, con il supporto dell'associazione laburista locale. La dirigenza nazionale ha però bandito Corbyn dalle liste, precludendo la nomina laburista. L'ex capopartito si è quindi candidato come indipendente, venendo formalmente espulso dai laburisti. Alla tornata elettorale gli scrutini hanno riconfermato Corbyn, sempre nella circoscrizione di Islington North.

## Idee politiche ed economiche
Definitosi un socialista democratico praticamente da sempre, Corbyn è fin da giovane un membro attivo del Socialist Campaign Group, un raggruppamento interno della cosiddetta hard left in seno al Partito Laburista, dimostrandosi piuttosto vicino alle posizioni di uno dei suoi componenti maggiormente di spicco, Tony Benn. 
Il suo personale programma politico si contrappone duramente alle politiche di austerità propugnate dall'Unione europea, che ha più volte criticato veementemente nei propri discorsi come insostenibili, tanto dal punto di vista economico quanto da quello politico, per tutto il Regno Unito. È, inoltre, uno strenuo sostenitore della nazionalizzazione dei servizi pubblici di base, quali il servizio sanitario, postale e ferroviario, oltre alla produzione e distribuzione dell'energia elettrica. Da sempre contrario alle manovre economiche del Private Finance Initiative (PFI), sostiene inoltre l'introduzione di una tassazione progressiva sui redditi delle fasce della popolazione più abbienti, di un'imposta sul valore fondiario e di un salario minimo garantito di 10 sterline l'ora per i lavoratori d'ogni categoria e fascia d'età, oltre all'attuazione di un massiccio piano di tagli e revisioni al regime d'investimenti sussidiari e di detrazioni fiscali nei confronti delle corporazioni e grandi imprese britanniche. 
Ha più volte espresso la volontà di potenziare le organizzazioni sindacali e le loro capacità contrattuali, e di voler abrogare i decreti emanati dai precedenti governi conservatori in materia di diritto di sciopero (come, ad esempio, la limitazione posta al fatto che una determinata categoria di lavoratori possa prendere parte a uno sciopero di un'altra categoria in segno di solidarietà, così come le modalità stesse in cui gli stessi possano poi venir organizzati). È inoltre un convinto sostenitore dell'abolizione della monarchia e, di conseguenza, della trasformazione del Regno Unito in uno Stato repubblicano, sebbene, a causa della grande popolarità di cui la Royal Family gode presso la popolazione inglese, ha dichiarato che tale obiettivo non è, al momento, una priorità del suo programma politico. Ha altresì criticato la tradizionale cerimonia d'apertura del Parlamento, definendola una forma d'inutile passatismo, proponendo dunque la sua abrogazione.
Durante una puntata del talk-show targato BBC The Andrew Marr Show, a una domanda riguardante Karl Marx, Corbyn rispose: «Britain can learn from Karl Marx», ovvero "La Gran Bretagna può imparare da Karl Marx", a conferma dell'ammirazione di Corbyn nei confronti dell'ideologia marxista. Sottoscrivendo poi la stima manifestata pubblicamente da John McDonnell, suo cancelliere "ombra" dello scacchiere, per Karl Marx, specie nei confronti del suo magnum opus Il Capitale, definisce lo stesso Marx un "grande economista".
Corbyn è stato accusato dal giornalista Philip Stephens del Financial Times di aver abbandonato le posizioni centriste dei suoi predecessori per abbracciare un più marcato populismo di sinistra.

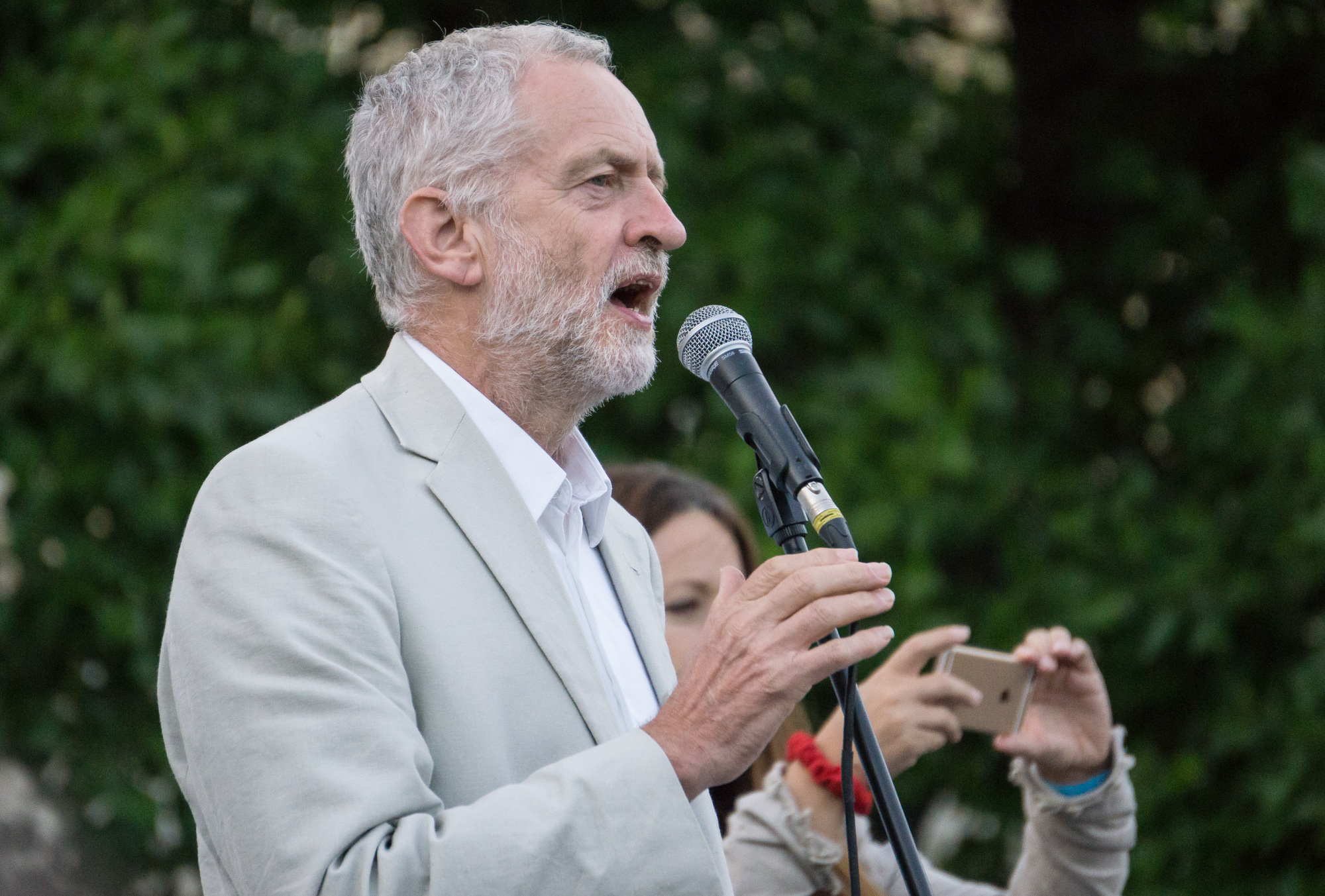
Jeremy Corbyn durante un comizio (agosto 2016)

### Corbynomics
Nel programma economico di Corbyn è prevista l'attuazione del cosiddetto «Alleggerimento quantitativo per il Popolo». Dal punto di vista operativo, si tratterebbe di un procedimento economico-finanziario molto simile a quello attualmente utilizzato nell'ambito dell'alleggerimento quantitativo, con la differenza che il denaro così creato dalla Banca d'Inghilterra non sarebbe però girato al sistema bancario commerciale (come avviene con gli odierni piani di alleggerimento quantitativo), bensì sarebbe direttamente rivolto alla popolazione, con il finanziamento d'infrastrutture pubbliche a uso e consumo di lavoratori e semplici cittadini. 
Tale politica economica è stata ribattezzata dai media inglesi con il termine di Corbynomics. Questo programma economico ha ricevuto il sentito avallo di economisti di scuola post-keynesiana, tra cui Steve Keen e David Blanchflower, i quali hanno fatto pubblicare sul Guardian un appello nel quale si afferma che l'«accusa, ampiamente diffusa nei confronti di Jeremy Corbyn e dei suoi simpatizzanti, consiste nell'essersi fatti promotori di una politica economica di estrema sinistra. Ciò non trova però fondamento nelle dichiarazioni e nelle politiche sostenute dal candidato. La sua opposizione rispetto alle politiche di austerità è coerente con quanto il pensiero economico prevalente afferma, e lo è persino con quanto sostenuto dal Fondo Monetario Internazionale». L'obiettivo della Corbynomics sarebbe perciò quello di finanziare progetti pubblici che diano lavoro e che portino il Paese alla piena occupazione.

### Politica estera

#### Medio Oriente
Sul conflitto israelo-palestinese Corbyn è un aspro critico della condotta di Israele, e sostiene il riconoscimento dello Stato di Palestina da parte del Regno Unito. Le dichiarazioni della dirigenza di Corbyn sull'argomento hanno acceso accuse di antisemitismo al leader e al partito. In seguito all'elezione come indipendente, Corbyn si è opposto al sostegno a Israele del governo laburista di Keir Starmer.
Corbyn ritiene Israele responsabile di genocidio nella Striscia di Gaza, e sostiene la causa del Sudafrica contro lo Stato israeliano in esame alla Corte internazionale di giustizia.
Corbyn si è opposto alla partecipazione del Regno Unito all'invasione dell'Iraq, e ha votato a favore di un'inchiesta sulla partecipazione britannica al conflitto. Su tale questione si è quindi scontrato con l'allora leader laburista e primo ministro Tony Blair. Come leader ha ripudiato il sostegno del partito al conflitto.